# محمد الجبري
محمد الجبري (11 أغسطس 1974 -)؛ وزير سابق ونائب سابق في مجلس الأمة الكويتي.

## نبذة
- تم تعيينه وزيرًا للأوقاف والشؤون الإسلامية ووزيرًا للدولة لشؤون البلدية ضمن التشكيل الوزاري لحكومة دولة الكويت بتاريخ 10 ديسمبر 2016.
- وتجددت تعيينه كوزيرًا للإعلام ضمن التشكيل الوزاري لحكومة دولة الكويت بتاريخ 11 ديسمبر 2017.
- أسندت إليه بالإضافة لوزارة الإعلام وزارة الدولة لشؤون الشباب بتاريخ 26 مارس 2018.

## المؤهلات العلمية
- باحث دكتوراه في العلاقات الدولية.
- حاصل على درجة الماجستير في العلاقات الدولية.[2]
- بكالوريوس في نظم المعلومات.

## الأعمال والمسؤوليات
- عمل في الخطوط الجوية الكويتية.
- رئيس مجلس إدارة جمعية خيطان التعاونية لثلاث دورات.
- رئيس لجنة الأسعار في اتحاد الجمعيات التعاونية.
- 2013 عضو في مجلس الامة الفصل التشريعي الثالث عشر.
- 2014 عضو في مجلس الامة الفصل التشريعي الرابع عشر.
- 2016 عضو في مجلس الامة الفصل التشريعي الخامس عشر.
- مقرر لجنة الشؤون المالية والاقتصادية- مجلس الامة.
- مقرر لجنة الميزانيات والحساب الختامي - مجلس الامة.
- مقرر لجنة الشؤون الاسكانية - مجلس الامة.
- نائب رئيس البرلمان العربي.
- عضو اللجنة الاقتصادية في البرلمان العربي.
- عضو لجنة الخدمات في مجلس الوزراء.
- عضو اللجنة التعليمية في مجلس الوزراء.
- عضو اللجنة القانونية في مجلس الوزراء.
- 10 ديسمبر 2016 تولى حقيبة وزارة الأوقاف والشؤون الإسلامية ووزير الدولة لشؤون البلدية.
- 11 ديسمبر 2017 تولى حقيبة وزارة الاعلام.